# アリアケスジシマドジョウ
アリアケスジシマドジョウ（有明筋縞泥鰌、Cobitis kaibarai）は、有明海流入河川固有の淡水魚で、シマドジョウの一種。従来スジシマドジョウ小型種九州型と呼ばれていた。タイプ産地は福岡県うきは市筑後川水系美津留川。

## 分布
佐賀県の六角川水系・嘉瀬川水系・筑後川水系、福岡県の筑後川水系・矢部川水系、熊本県の菊池川水系、大分県日田市の筑後川水系などの有明海流入河川の中・下流と、その周辺の農業水路の流れの緩やかな環境に分布する

。

## 形態
全長はオスは5.5cm、メスは7cm。口ひげは3対6本。尾鰭基底の背側には眼径と同じ大きさの黒色斑が存在するが、腹側にはない、もしくはあっても小さい。体側斑紋は通常点列で、繁殖期のオスは縦帯になる。胸鰭から腹鰭の筋節数は約13。ほかのスジシマドジョウのものより卵径は0.8-0.9mmと小さい。口髭は短く、第2口髭の長さは眼径とほぼ同程度。骨質盤は円形で、胸鰭第1分枝軟条の上片は細いが、同属種と比べて太い。尾鰭の模様は明瞭な3から5列の弓状の横帯。明るい砂底では体色が明るい。

## 生態
岸際の植生が豊かな砂泥底を好む。産卵期は5-7月頃で冬季に干出し夏季に冠水するような浅い湿地に移動して産卵する野外では基本的に1年で寿命を終える年魚の可能性が高いが、2年以上生きている大型個体をしばしば採集される。。

## 名称
以前はスジシマドジョウ小型種九州型と呼ばれていた。その後の研究で、他のスジシマドジョウ小型種（現在の名称はコガタスジシマドジョウ）とは遺伝的に異なることが分かった。その後、アリアケスジシマドジョウという標準和名がつけられた。学名の”kaibarai”は、福岡県出身の江戸時代の本草学者“貝原益軒”による。
別名：カタビラドジョウ（福岡県，混称）、シマドジョウ・スナクイドジョウ（佐賀県）

## 利用
福岡県田主丸町付近ではかつて砂糖と醤油で煮て食用にした記録がある。

## 研究史
最古の記録は1700年代初頭にまとめられた「大和本草」のシマドジョウを記した頁においてであり、「筑紫ニテカタビラトチヤウト伝」との一文が記されている。この「カタビラトチヤウ」は、現在でも福岡県の一部でシマドジョウの混称として「カタビラドジョウ」という言い方で使われている。長い間、アリアケスジシマドジョウはタイリクシマドジョウの2倍体種族であると考えられてきた。しかしその後はスジシマドジョウ小型種九州型とされたり、現在のサンインコガタスジシマドジョウのことであるスジシマドジョウ小型種点小型に含められたりした。しかし遺伝的には朝鮮半島に生息するシマドジョウに近縁であることや、形態的特徴が同属他種と異なることから、2012年に新種として記載された。

## 保全状況
環境省は本種を絶滅危惧IB類に指定している。産卵には植生域や水位変動が必要と考えられ、ダム建設による流量の安定化や、浚渫による河川敷植生域の消滅、農業用水路のコンクリート化などにより生息環境の悪化が続いている。また、観賞用に売買されている例も確認されている。
絶滅危惧IB類 (EN)（環境省レッドリスト）